# Xerces Society

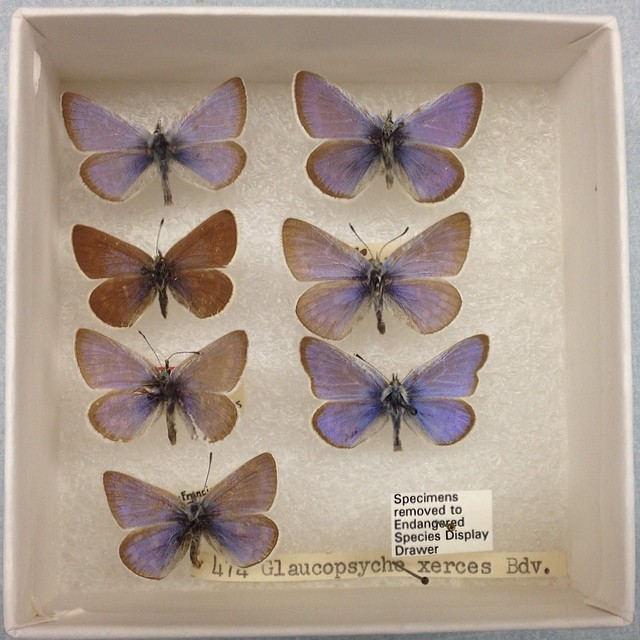
Mostres de l'extinta papallona Glaucopsyche xerces a les col·leccions del Field Museum of Natural History

Xerces Society és una organització ambiental sense ànim de lucre que se centra en la conservació dels invertebrats considerats essencials per a la diversitat biològica i la salut dels ecosistemes. El nom és en honor de l'extinta papallona californiana, el xerces blau (Glaucopsyche xerces).
La societat col·labora amb agències estatals i federals, inclòs el Departament d'Agricultura dels Estats Units, així com científics, administradors de terres, educadors i ciutadans per promoure la conservació dels invertebrats, recerca aplicada, incidència, divulgació pública i educació. Alguns exemples d'activitats de la Xerces Society inclouen la defensa dels invertebrats i els seus hàbitats, la petició de la designació de l'estat en perill d'extinció per a les espècies aplicables com la papallona monarca, i projectes d'educació pública. Els projectes en curs inclouen la rehabilitació d'hàbitats per a les espècies en perill d'extinció, l'educació pública sobre la importància dels pol·linitzadors natius i la restauració i protecció de les conques hidrogràfiques.
L'organització va ser fundada pel científic expert en papallones Robert Michael Pyle de la Yale School of Forestry & Environmental Studies, i es va reincorporar a la secretaria de l'Estat d'Oregon el 14 d'abril de 1988.